# أودينتسوفو
أودينتسوفو (الروسية: Одинцово)، هي مدينة ومركز إداري لمنطقة أودينتسوفو في محافظة موسكو، روسيا. تقع كضاحية غربية لموسكو. بلغ عدد سكانها 180,530 نسمة وفقًا لتعداد عام 2021، مقارنة بـ138,930 نسمة في تعداد 2010، و134,844 نسمة في تعداد 2002، و125,149 نسمة حسب تعداد الاتحاد السوفيتي لعام 1989.

## توأمة
لأودينتسوفو اتفاقيات توأمة مع كل من:
- بيرديانسك
- كيرتش
- كيزليار
- فيتموند
- كروشيفاتس

## أعلام
- ميخائيل درجافين
- إيفان دوباسوف
- آنا تاروسينا
- قسطنطين كريجفسكي
- يوري غافريلوف